# TSR, Inc.
TSR, vilket är en förkortning av Tactical Studies Rules, var ett amerikanskt spelföretag som gav ut rollspel, brädspel och konfliktspel. Det grundades 1973 av Gary Gygax, med flera, och är mest känt för att ha gett ut rollspelet Dungeons & Dragons.

## Historia
Det var i Gary Gygax spelgrupp Lake Geneva Tactical Studies Association som såväl TSR och rollspelshobbyn startades. Spelgruppen hade en bakgrund inom både konfliktspelshobbyn och figurspel.  TSR publicerade Dungeons & Dragons i början av 1974 i en blygsam upplaga.  Under 1970-talet svepte en Tolkien-våg över USA vilket ökade intresset för fantasyspel och försäljningen började ta fart. Gygax menade dock att hans influenser snarare var amerikanska sword and sorcery-författare. 
I slutet av 1970-talet omfattade företagets produktion även brädspel och spridningen av Dungeons & Dragons med supplement nått långt utanför USA:s gränser, bland annat till Sverige.  En milstolpe var expansionen Advanced Dungeons & Dragons (1977–1979). Flera andra titlar skapades också, till exempel agentspelet Top Secret S.I, superhjältespelet Marvel Super Heroes och Gamma World, som skulle bli förlagan för det svenska Mutant. TSR gav sig in i konfliktspelsbranschen 1982 genom att köpa spelföretaget SPI i en procedur som kan beskrivas som ett fientligt övertagande.  I och med uppköpet blev TSR utgivare av tidskriften Strategy & Tactics.
I mitten av 1980-talet växte företaget ytterligare och siktade in sig på fler produkter som romaner, serietidningar och dataspel. Flaggskeppet Advanced Dungeons & Dragons befäste sin position som världens största rollspel, och utökades med flera nya spelvärldar under 1980- och 1990-talet: Greyhawk, Spelljammer, Dragonlance, Ravenloft, Dark Sun med flera. Företaget blev ett av Nordamerikas största i sin bransch. Men TSR drabbades också av finansiella problem och intern maktkamp.  Gygax tvingades bort från företaget 1985 efter att företagschefen Lorraine Williams köpt upp en majoritet av aktierna.
Företaget hade under sin tidiga historia letts av spelare, men efter Williams övertagande var den perioden slut. Williams tid präglades delvis av juridiska förehavanden. Såväl den gamle medarbetaren Gygax som fans stämdes (i de senares fall för material publicerat på internet) vilket ansågs aggressivt. Under 1990-talet förändrades spelhobbyn. Samlarkortspelen fick sin storhetstid med Magic: The Gathering som främsta exempel. Rollspelandet förändrades med den nya storytelling-vågen i och med Wizards of the Coasts World of Darkness-spel. TSR:s marknadsandelar sjönk och fler satsningar floppade. 1997 köpte Wizards of the Coast TSR för 30 miljoner dollar. 